# Arturo Kenny
Arturo Juan Kenny y Gahan (* 12. Dezember 1888 in Buenos Aires; † unbekannt) war ein argentinischer Polospieler.

## Erfolge
Kenny stammte von irischen Einwanderern ab, die mit den übrigen britischen Einwanderern den Polosport in Argentinien etablierten. Bei den Olympischen Spielen 1924 in Paris gehörte Arturo Kenny neben Enrique Padilla, Juan Miles, Jack Nelson und Guillermo Naylor zur argentinischen Polomannschaft, die ihre vier Partien gegen die Vereinigten Staaten, Großbritannien, Spanien und Frankreich allesamt gewann und damit Olympiasieger wurde. Dabei kam Kenny in sämtlichen Partien zum Einsatz und erzielte beim 15:2-Erfolg über Spanien im Eröffnungsspiel sechs Treffer.
Als Mitglied des Hurlingham Clubs gewann er in den Jahren 1920, 1921, 1925, 1927 und 1929 die argentinischen Meisterschaften. Außerdem gehörte er 1926 zur siegreichen Mannschaft Venado Tuerto bei den Tortugas Open. In Gedenken an ihn veranstaltet der Venado Tuerto Club jährlich die Copa Arturo Kenny. Bei dem 1928 und 1932 erstmals ausgetragenen Cup of the Americas gegen die Vereinigten Staaten gehörte Kenny zum südamerikanischen Aufgebot, das beide Male unterlag.